# Trachypithecus germaini
Trachypithecus germaini (лат.) — вид приматов из семейства мартышковых.

## Классификация
До 2001 года считался подвидом Trachypithecus cristatus. Существуют исследования, по результатам которых из этого вида должен быть выделен отдельно T. margarita, с рекой Меконг в качестве естественного барьера между популяциями, впрочем, эта точка зрения принимается не всеми зоологами. Иногда выделяют два подвида:
- Trachypithecus germaini germaini
- Trachypithecus germaini caudalis

## Описание
Шерсть длинная, от светло-серого до тёмно-серого цвета. Хвост длинный, также серый. Морда покрыта тёмно-серой кожей, обрамлена длинными, более светлыми волосами, образующими хохолок на макушке. Молодняк имеет оранжевый окрас. Длина тела 49—59 см, длина хвоста 72—84 см.

## Распространение
Встречается в Таиланде, Бирме, Камбодже, Лаосе и Вьетнаме. Низинный вид, предпочитающий вечнозелёные и полувечнозелёные леса.

## Статус популяции
Международный союз охраны природы присвоил этому виду охранный статус «В опасности» (англ. Endangered). 
Основными угрозами для этого вида является охота и потеря мест обитания, в основном за счёт расширения сельскохозяйственных площадей. Живёт в нескольких охранных территориях.